# Castello di Moncalieri
Il castello reale di Moncalieri è un castello di origine medievale, più volte rimaneggiato, sito nel centro storico di Moncalieri, nella città metropolitana di Torino. Assieme ad alcune delle altre residenze sabaude è dal 1997 nella lista dei patrimoni dell'umanità dell'UNESCO (beni seriali Unesco). Al suo interno si trova sia la caserma dei carabinieri "maggiore Alfredo Serranti",sede del 1º Reggimento carabinieri "Piemonte", sia l'omonimo museo del MIC - Ministero della Cultura.
Dal dicembre 2014 l'ex Ministero per i beni e le attività culturali (oggi MIC) lo gestisce tramite il Polo museale del Piemonte, nel dicembre 2019 divenuto Direzione regionale Musei del Piemonte. Dal 2021 il direttore è l'arch. Riccardo Vitale.

## Storia

### Origini del castello
Il castello di Moncalieri fu fondato nel 1100, quando fu edificato da Tommaso I di Savoia per controllare l'accesso a Torino da sud. Nel 1277, Tommaso III di Savoia lo ricostruì su questa collina, che domina il passaggio sul Po in un punto dove la sua larghezza è relativamente modesta non avendo ancora ricevuto le acque del Sangone e della Dora Riparia, un massiccio fortilizio per controllare l'accesso da sud a Torino. Moncalieri costituisce infatti la porta di accesso a Torino sulla via di Asti, come Rivoli lo è dalla via di Francia; da Moncalieri in avanti inoltre il Po si avvicina definitivamente alle colline per tenersi continuamente a oriente della città.
Nel corso della seconda metà del XV secolo sotto il dominio della duchessa Jolanda, moglie di Amedeo IX di Savoia, l'impianto primitivo fu ampliato per renderlo dimora ducale e trasformarlo in una villa di delizie; qui nel 1475 vi venne stipulato il trattato di Moncalieri tra la duchessa Jolanda, Carlo duca di Borgogna e Galeazzo Sforza, duca di Milano.
Emanuele Filiberto (1528-1580) usò il castello quale dimora saltuaria.
Carlo Emanuele I, suo successore, diede inizio ai lavori di ampliamento dell'antico maniero, che continuarono per volere di Vittorio Amedeo I e della "madama reale" Cristina di Francia, figlia di Enrico IV (1634-1675), portando il castello, nell'arco di un sessantennio, in cui vi lavorarono (spesso sovrapponendo le loro opere), Amedeo di Castellamonte, Andrea Costaguta, Carlo Morello e vari architetti, all'attuale configurazione. Delle quattro torri circolari originarie, due sono visibili in facciata, ma rivestite in mattoni nel XVIII secolo, mentre la terza torre è stata portata alla luce durante i recenti lavori di restauro ed è visibile nel percorso di visita dell'appartamento reale della principessa Maria Letizia, sito al piano terreno. In questo lungo periodo vennero apportate modifiche anche al parco superiore, la cui superficie fu ampliata; furono realizzati giardini e giochi di fontane, eseguiti dal Vignon.

### Nel regno di Sardegna

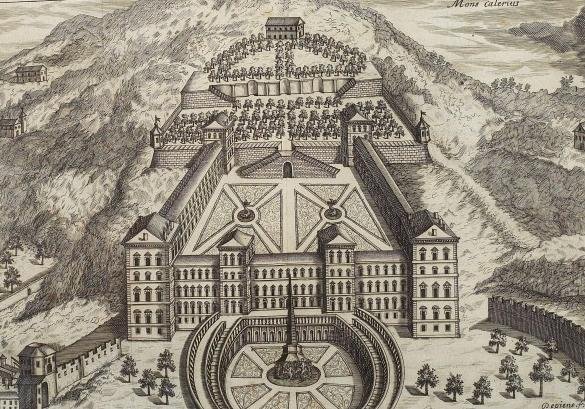
Il castello in una stampa del 1711

Il castello fu la residenza preferita di Vittorio Amedeo II (1666-1732) che vi morì, dopo aver abdicato in favore del figlio Carlo Emanuele III, il quale vi tenne prigioniero il padre con la seconda moglie, la marchesa di Spigno, dopo il tentativo dello stesso di riprendere il trono.
Durante il regno del re di Sardegna Carlo Emanuele III, il castello fu oggetto di numerosi interventi, sotto la supervisione di Benedetto Alfieri, iniziando così una fase costante di abbellimenti, fino al culmine, raggiunto nel 1775, grazie all'intervento dell'architetto messinese Francesco Martinez, durante il regno di Vittorio Amedeo III (1726 - 1796). A lui si affiancarono il Baijs, il Mosso ed il Revelli; i lavori prevedevano la costruzione della cappella vicino allo scalone principale, la modifica della facciata interna, la costruzione della "Carrozzere" nel piazzale ubicato davanti al castello - l'attuale "Giardino delle Rose" - lavori di riarredo degli appartamenti, lavori di riallestimento al parco e antiparco soprastante - aventi una superficie di 100000 m² - a cura di Michele Bernard e Mario Ludovico Quarini.
Nel castello morirono Vittorio Amedeo III nel 1796 ed il figlio Vittorio Emanuele I nel 1824, dopo l'abdicazione in favore del fratello Carlo Felice di Savoia nel 1821.
L'arrivo delle truppe francesi (Moncalieri è stato il primo castello ad essere occupato dai Francesi nell'avanzata in Piemonte del 1798) portò gravi danni: infatti esso venne usato come caserma, ospedale militare e carcere, mentre una zona del parco venne utilizzata quale cimitero.
Tornato nelle mani dei Savoia con la "Restaurazione", Vittorio Emanuele I nel 1817 iniziò opere di restauro del complesso: le lunghe maniche laterali vennero arredate con grandi quadri raffiguranti le gesta dei regnanti. Fu rifatto lo scalone principale, edificando l'attuale a tre rampe ed affidando le sculture al professore Giacomo Spalla, il quale recuperò le parti della vecchia costruzione; contemporaneamente vennero modificati gli appartamenti limitrofi; venne inoltre costruita la "Cavallerizza" al fondo del cortile principale.
Dopo Carlo Felice di Savoia (1765-1831), fratello di Vittorio Emanuele I, che regnò per un decennio, essendosi estinto il ramo primogenito dei Savoia, nel 1831 la successione al trono passò al ramo Savoia-Carignano con Carlo Alberto di Savoia detto "il magnanimo" (1798-1849), che scelse il castello quale residenza reale, apportando ulteriori ammodernamenti, soprattutto interni ed il castello divenne sede dei giovani principi, che qui studiarono.
Durante gli anni del "Risorgimento", Vittorio Emanuele II, che lo preferiva a Palazzo Reale a Torino, oltre che continuare la tradizione e farne sede di studio per i suoi figli, fece arredare numerosi appartamenti secondo il suo gusto tra cui quello destinato a lui e alla regina Maria Adelaide d'Asburgo-Lorena, che subì lavori di restauro e di abbellimento sotto la direzione di Giuseppe Devers, che diede l'impronta di gusto eclettico della seconda metà dell'Ottocento, cancellando quasi completamente i ricordi dei secoli passati.
Il 20 novembre 1849 fu firmato nel castello il famoso Proclama di Moncalieri con cui il re scioglieva la Camera dei deputati e faceva appello agli elettori affinché appoggiassero al ruolo di presidente del Consiglio Massimo d'Azeglio favorevole ad approvare il trattato di pace con l'Austria.
In questo periodo vennero realizzati nuovi lavori, documentati da "I testimoniali di Stato del Genio Civile", a firma dell'architetto Foglietti e dell'ingegnere Giuseppe Tonta. Fu demolita la scala del padiglione sud-est e quindi ricostruita aggiungendo un corpo in più, furono modificati i vari appartamenti assegnando una diversa distribuzione agli ambienti; fu realizzato un nuovo atrio nella parte est del castello; furono costruiti i fabbricati laterali est e ovest. Nel parco fu costruita la "Torre del Roccolo", fu ampliato il "Ninfeo" settecentesco attraverso la realizzazione di serre: si costruì, al centro del cortile, una grande cisterna per la raccolta delle acque e fu creato un laghetto.

### Nel regno d'Italia
Il castello, nella seconda metà del secolo, fu residenza di regine madri e principesse reali, come la principessa Maria Clotilde di Savoia, figlia di Vittorio Emanuele II, e sua figlia Maria Letizia Bonaparte, che vi morì il 25 ottobre 1926.
Dal 1927 il castello di Moncalieri fu sede della Scuola Allievi Ufficiali di complemento Artiglieria del corpo d'armata di Torino fino alla fine del 1943, quando divenne il comando della Guardia nazionale repubblicana di frontiera.
Il 1° maggio 1945 fu occupato dal distaccamento partigiano "Sanzovo" di Vittorio Geraci, il comandante "Palermo", che aveva liberato la città dai nazi-fascisti.

### Dal dopoguerra
Nel novembre 1945 fu destinato ai Carabinieri, che vi trasferiscono da Torino il Battaglione Allievi, sostituito nel 1948 con la Scuola Allievi Sottoufficiali, che in precedenza aveva sede a Firenze. Nel 1969 la Scuola viene trasferita a Velletri e, nello stesso anno, il Comando del I Battaglione dei Carabinieri si trasferisce dalla Caserma Cernaia al Castello (denominato caserma maggiore "Alfredo Serranti"), assumendo, dal 1977, la denominazione 1º Battaglione "Piemonte".
Gli appartamenti reali sono stati restaurati e aperti al pubblico nel 1991. Il Castello Reale è una delle Residenze Sabaude del Piemonte che sono iscritte dal 1997 nella Lista del Patrimonio Mondiale UNESCO.
Il 5 aprile 2008 uno dei torrioni è stato danneggiato da un incendio, che ha interessato anche la sala del Proclama di Moncalieri. L'appartamento del Re e della Regina, coinvolti nell'incendio, sono rimaste non visitabili per tutto il periodo dei lavori di recupero, terminati nel 2017.
Dal 2014 il Battaglione viene elevato al grado di 1º Reggimento carabinieri "Piemonte".
Dal 2017 il castello reale, tornato visitabile, è in parte sede del reggimento e in parte è adibito a mostra permanente in omaggio alla principessa Maria Letizia Bonaparte.
Considerato uno dei castelli più infestati da presenze spirituali in Italia, dal 17 al 19 marzo 2017 ha ospitato la prima edizione del Festival Internazionale dell'Esoterismo (presso l'ex Foro Boario).

## Struttura
La struttura attuale del castello è a ferro di cavallo rivolto verso nord, con quattro possenti torrioni angolari parallelipedi. I corpi laterali presentano cinque piani e le pareti in laterizio presentano robusti contrafforti. Due corpi di fabbrica paralleli ai corpi laterali creano altrettante corti esterne adibite a scuderie e appartamenti della servitù. La facciata meridionale guarda un piccolo giardino all'italiana e presenta due torrette cilindriche, vestigia dell'antico castello quattrocentesco. Originale il belvedere all'ingresso nord.

## Parco
Il giardino all'inglese si estende sulla collina per circa 10 ettari. È oggetto lavori di restauro che permetteranno il recupero della componente vegetale e degli edifici presenti nel parco, tra cui la Cavallerizza (la più estesa delle residenze sabaude con i suoi 1 000 metri quadrati e il cui restauro è stato completato), la Casa del Vignolante, la Torre del Roccolo e il laghetto delle ninfee. Il grande parterre all'italiana non è stato recuperato interamente in quanto una parte di esso è occupata dal poligono di tiro dei carabinieri.

## Galleria d'immagini

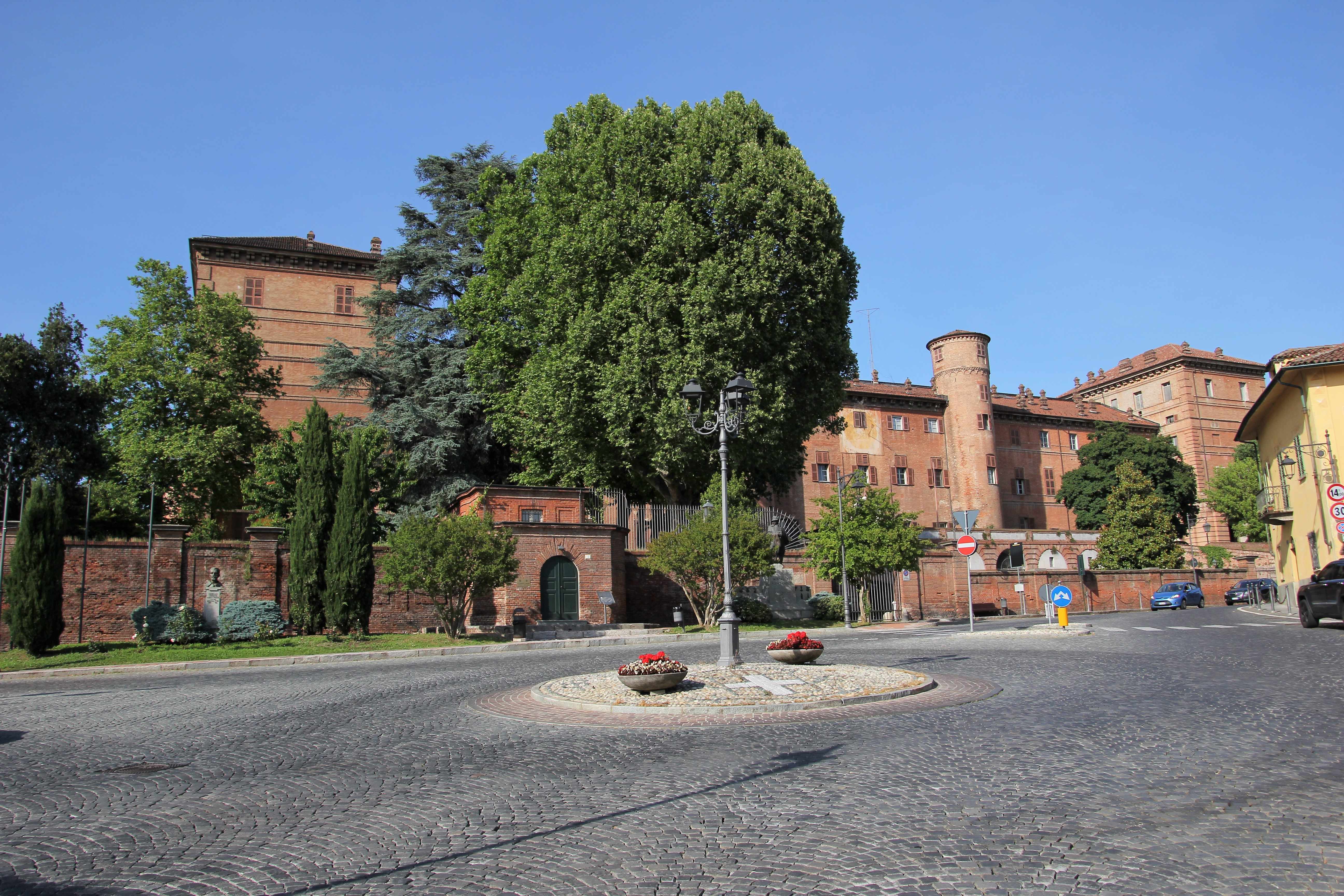
Veduta frontale
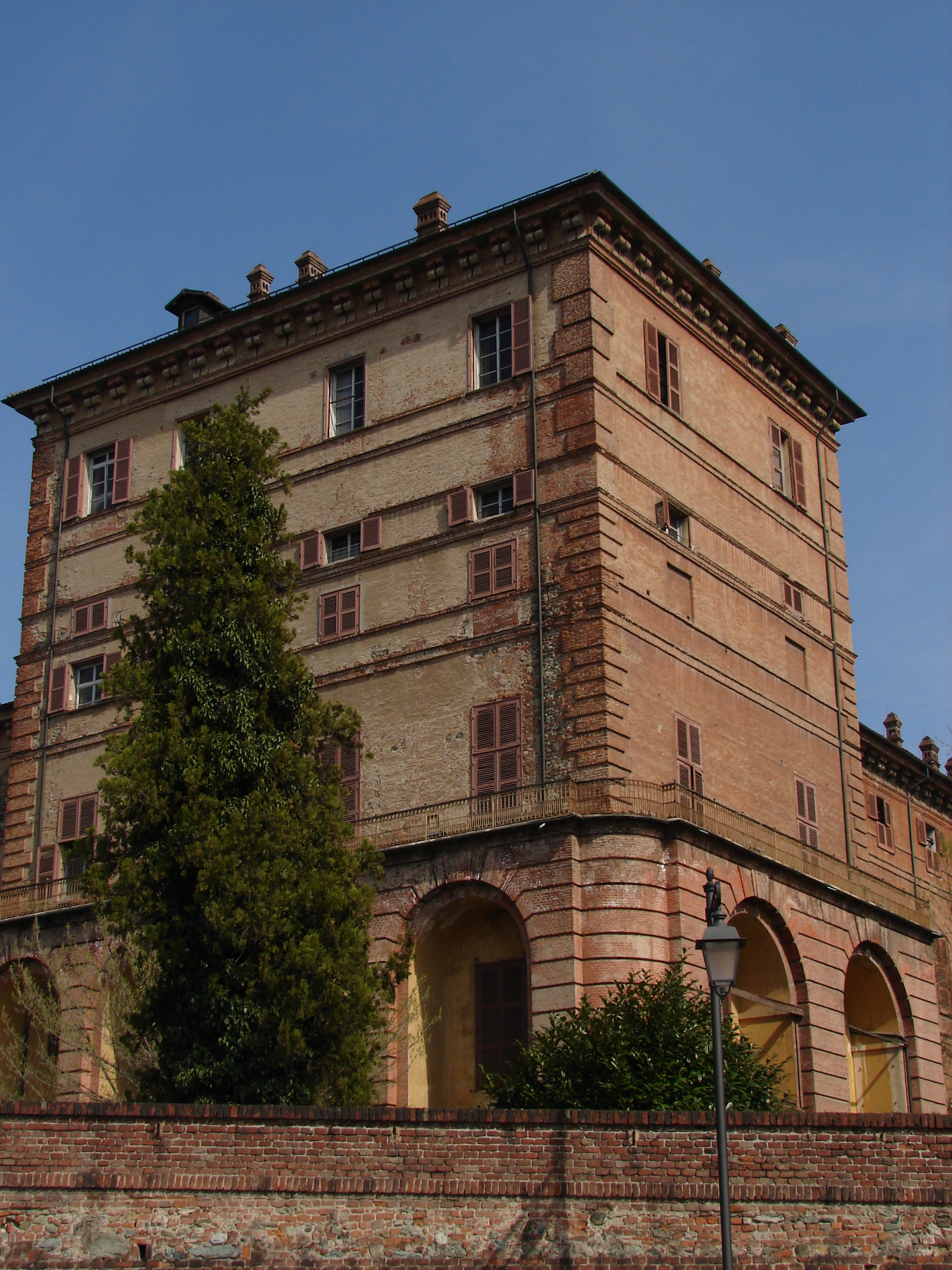
Torrione
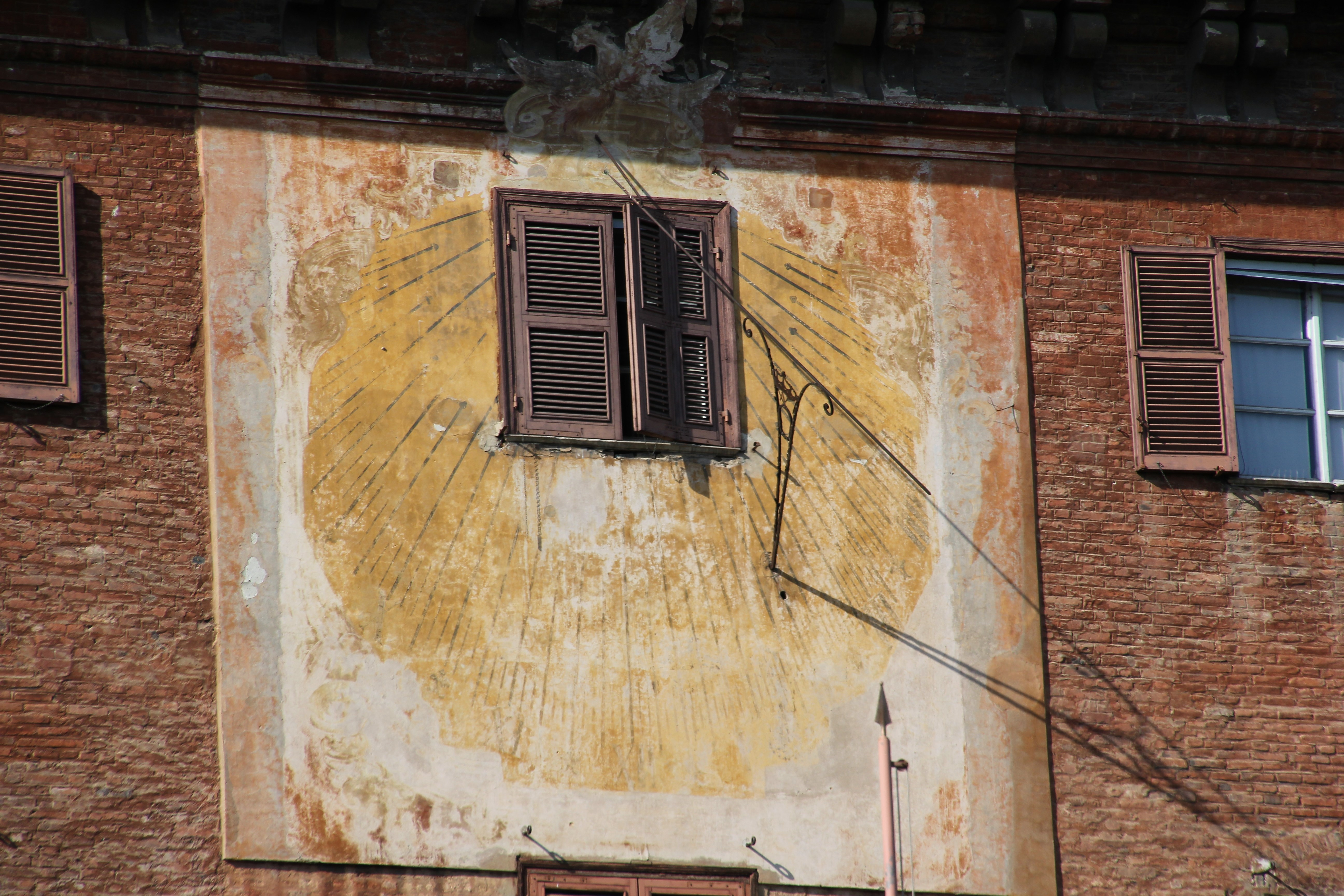
Meridiana frontale